# Mélampyre à crête
Melampyrum cristatum
Espèce
Classification APG III (2009)
Le mélampyre à crête ou mélampyre en crête (Melampyrum cristatum) est une plante herbacée annuelle de la famille des Orobanchacées (anciennement Scrofulariacées).

## Description
Le mélampyre à crête est une plante annuelle à port dressé et rameaux étalés haute de 20 à 30 cm.
Ses feuilles, sessiles sont lancéolées-linéaires.
Ses fleurs en épis quadrangulaires courts et compacts sont de couleur blanc-jaunâtre à palais jaune, et leur calice à tube est muni de deux lignes de poils.
La capsule contient quatre graines.

## Habitat et répartition
Le mélampyre à crête fréquente les bois et les pâturages secs.
On le trouve en Europe centrale et boréale, en Sibérie. Le mélampyre à crête est présent en France métropolitaine dans de nombreux départements mais absent des régions Bretagne et Corse.

## Statut
C'est une espèce protégée en régions Lorraine et Basse-Normandie (Article 1).